# Partito Nazionale (Sudafrica)
Il Partito Nazionale (in afrikaans Nasionale Party; in inglese National Party), abbreviato in NP, fu una formazione politica sudafricana di estrema destra nazionalista, che nella sua moderna incarnazione nel dopoguerra guidò il Paese secondo la politica di segregazione razziale tra bianchi (afrikaner/boeri e inglesi sudafricani), coloured e neri Bantu, più gli asiatici (solitamente di origine indiana) nota come apartheid.
Originariamente attivo per circa un ventennio tra il 1914 e il 1934 (quando confluì nel Partito Unito), infatti, si ricostituì nel 1951 come fusione tra il Partito Nazionale Riunificato (HRP) e il Partito Afrikaner (AP).
Il Partito Nazionale governò ininterrottamente il Sudafrica dal 4 giugno 1948 al 9 maggio 1994 e aveva come obiettivo politico una repubblica fuori dal Commonwealth, la citata segregazione razziale e la promozione della cultura afrikaner (nonché, parzialmente, la tutela dei bianchi anglofoni). I suoi sostenitori venivano chiamati "nazionalisti" o nats. Subì nel tempo diverse scissioni tra cui quelle che diedero vita ai gruppi di estrema destra boera (Partito Nazionale Rifondato del Sudafrica, Partito Conservatore o l'Afrikaner Weerstandsbeweging).
Relativamente alla politica di apartheid, implementata da Hendrik Frensch Verwoerd, fu abbandonata tra il 1989 e il 1991 dal segretario Frederik de Klerk, il più recente presidente bianco del Paese.
Dopo la fine dell'apartheid e il ritorno a una completa democratizzazione del Sudafrica, la formazione cambiò nome nel 1997 per assumere quella di Nuovo Partito Nazionale (NNP); otto anni più tardi si sciolse ufficialmente; i suoi membri confluirono nei partiti democratici di maggioranza con i neri (tra cui lo stesso African National Congress e l'Alleanza Democratica), a parte pochi che aderirono al principale partito della destra afrikaner Fronte della Libertà Più, fondato dall'ex esponente della destra NP Constand Viljoen in contrapposizione a De Klerk, formazione che talvolta collabora col governo. Nel 2008 fu fondato un piccolo partito, il Partito Nazionale Sudafrica, che si dichiara l'erede ideologico del NP ma con scarsi successi elettorali.

## Il Partito Nazionale originario
Il Partito Nazionale fu fondato da un gruppo di nazionalisti afrikaner a Bloemfontein nel 1914, poco dopo la nascita dell'Unione Sudafricana. Giunse al potere per la prima volta nel 1924, con la guida di James Barry Munnik Hertzog. Il governo Hertzog si adoperò per ridurre l'influenza politica dei coloured (meticci) concedendo nel 1930 il diritto di voto alle donne bianche ma non a quelle "di sangue misto". Nel 1934, Herzog accettò la fusione del Partito Nazionale con il partito rivale, il Partito Sudafricano di Jan Smuts; la coalizione prese il nome di Partito Unito.

## Il Partito Nazionale Purificato
La destra del partito, guidata da Daniel François Malan, diede luogo a una scissione fondando il Partito Nazionale Purificato (HNP).

## Il Partito Nazionale Riunificato
Nel 1940, HNP si fuse con la corrente nazionalista del Partito Unito guidata dall'ex leader dell'NP J. B. M. Hertzog e con il Partito Fascista Sudafricano di Johannes von Moltke, dando vita al Partito Nazionale Riunificato (RNP). L'opposizione all'intervento nella Seconda guerra mondiale fu usato dal partito per fomentare sentimenti anti-britannici nella popolazione afrikaner. Alle elezioni del 1948 RNP si alleò con il Partito Afrikaner. La Coalizione RNP-AP ottenne il 41,6% dei consensi, contro il 51,6% della coalizione Partito Unito - Partito Laburista Sudafricano. Grazie al sistema elettorale, però, i nazional-afrikaner ottennero 79 seggi contro i 71 seggi dei nazional-laburisti.
Appena giunto al governo, RNP iniziò a implementare la politica dell'apartheid. Nel 1951, il Bantu Self-Government Act di fatto cancellò la cittadinanza delle popolazioni nere, per le quali vennero istituiti degli "stati indipendenti" fantoccio detti homeland o bantustan. In questo modo, la popolazione bianca divenne la maggioranza di fatto del Sudafrica. Coerentemente, i tre seggi parlamentari riservati ai rappresentanti neri furono aboliti. Nello stesso 1951, RNP e AP si fusero dando vita al Partito Nazionale.

## Il Partito Nazionale e la scissione di Rifondati e Conservatori
NP vinse tutte le elezioni dell'epoca dell'apartheid. Era sostenuto soprattutto dagli afrikaner, ma anche da parte degli inglesi sudafricani. Raggiungeva percentuali di voto comprese fra il 50% e il 65%, con l'opposizione bianca suddivisa in tanti partiti minori.
Ai coloured venne concesso di votare in Sudafrica, e di eleggere quattro rappresentanti, che però dovevano essere bianchi. In seguito, con il Separate Representation of Voters Act del 1968, anche questa rappresentanza venne eliminata, in favore di un concilio parzialmente eletto che aveva lo scopo di "consigliare" il governo. Ciò nonostante nel 1969, il partito subì la scissione del Partito Nazionale Rifondato del Sudafrica. Gli scissionisti, tra cui c'era anche Albert Hertzog, figlio dell'ex leader J.B.M.Hertzog, accusavano il partito di non applicare con sufficiente serietà il programma di apartheid. Nello stesso periodo, l'Africa del Sudovest (oggi Namibia) venne incorporata nel Sudafrica come quinta provincia, sebbene questo passaggio non fosse riconosciuto dal resto del mondo. Anche in Namibia venne instaurato il regime dell'apartheid e dei bantustan. La nuova provincia ebbe sette parlamentari a rappresentarla; la popolazione della provincia, di origine principalmente tedesca, sostenne il National Party. Un altro obiettivo importante del National Party fu raggiunto nel 1960 con il referendum che portò allo scioglimento dei legami fra il Sudafrica e la monarchia britannica, al ritiro dal Commonwealth e alla nascita della repubblica. Tutte queste riforme rafforzarono politicamente NP, eliminando l'influenza elettorale dei neri e dei meticci. Il partito ottenne percentuali via via più favorevoli per tutto l'arco di tempo che va dal 1948 al 1977. Il 1977 fu l'anno di massimo successo; il partito ottenne 134 dei 165 seggi del parlamento. Nel 1982 avvenne una nuova scissione che diede vita al Partito Conservatore.

## Declino
A partire dall'inizio degli anni ottanta, anche a seguito delle crescenti pressioni internazionali, il presidente P.W. Botha del National Party iniziò a modificare la propria linea politica. Furono legalizzati i matrimoni misti e i partiti politici multirazziali. Botha costituì anche camere del parlamento dedicate ai coloured e agli indiani; tuttavia, i neri rimasero ai margini di questa ondata di riforme liberali. Le organizzazioni che sostenevano i diritti dei neri sudafricani rimasero illegali e i loro leader (per esempio Nelson Mandela) rimasero in prigione.
Il perdurare dell'isolamento del Sudafrica sulla scena internazionale portò Botha a ritirarsi sia dall'incarico di leader del partito che da quello di presidente. Fu sostituito da F.W. de Klerk. Pur essendo un conservatore, de Klerk decise di negoziare con la comunità nera. Alle elezioni del 1987 NP ottenne il 52,2% dei voti, che calarono al 48,1% alle politiche del 1989. Nel 1990 venne legalizzato l'ANC, e Mandela fu rilasciato dopo 27 anni di prigione. Nel 1992, un referendum diede a de Klerk i pieni poteri nella negoziazione con Mandela. In quel contesto venne stesa una nuova costituzione.

## Fine dell'apartheid, il Nuovo Partito Nazionale e lo scioglimento
Nel 1994 si tennero le prime elezioni multirazziali. L'ANC ottenne il 62,6% dei consensi e NP, secondo partito, conquistò il 20,3%, ottenendo anche i voti degli indiani sudafricani. NP entrò a far parte del Governo di Unità Nazionale fino al 1996, per diventare in seguito ufficialmente un partito di opposizione. Nel 1997 de Klerk uscì di scena e il partito cambiò nome in Nuovo Partito Nazionale, prendendo le distanze dalle politiche del passato.
Alle elezioni del 1999 NNP pur ottenendo solo il 6,8% dei voti e 28 seggi, divenendo il quarto partito politico del Paese, tornò nella coalizione di governo con l'ANC.
Alle successive politiche del 2004, NNP ottenne appena l'1,6% e 7 seggi. Il 9 aprile 2005, il partito si sciolse.
Una parte degli aderenti e dei simpatizzanti si unì all'African National Congress e un'altra all'Alleanza Democratica, e alcuni dissidenti aderirono al Fronte della Libertà Più, il principale partito della destra bianca afrikaner.
Nel 2008 fu fondato il Partito Nazionale Sudafrica, una piccola formazione che si pone in continuità ideologica al NNP e al NP del 1994, incentrato sul conservatorismo e sul federalismo e non più sul nazionalismo.

## Leader
- James Barry Munnik Hertzog (1914-1934)
- Daniel François Malan (1934-1953)
- Johannes Gerhardus Strijdom (1953-1958)
- Hendrik Frensch Verwoerd (1958-1966)
- Balthazar Johannes Vorster (1966-1978)
- Pieter Willem Botha (1978-1989)
- Frederik Willem de Klerk (1989-1997)
- Marthinus van Schalkwyk (1997-2005)